# Серебряный Бор (станция метро)
«Сере́бряный Бор» (проектное название — «Живопи́сная») — строящаяся станция Московского метрополитена на Рублёво-Архангельской линии в районе Хорошёво-Мнёвники. Открытие состоится не ранее 2027 года.

## История
Станция «Серебряный Бор» планировалась с советских времён и должна была быть в составе Таганско-Краснопресненской линии на вилочном ответвлении, отходящем от станции «Полежаевская». Об этом свидетельствует, в частности, нестандартное трёхпутное устройство «Полежаевской». От планов впоследствии отказались.

## Расположение
Расположится между станциями «Бульвар Генерала Карбышева» и «Строгино», на улице Паршина при пересечении с Живописной улицей (рядом с территорией учебного спортивно-оздоровительного комплекса «Октябрь») в районе Хорошёво-Мнёвники. Перегон до станции «Строгино» будет проходить под Большим Строгинским затоном. Станция станет ближайшей к лесопарку «Серебряный бор» — особо охраняемой природной территории на северо-западе Москвы.

## Характеристики
На станцию будет организован доступ для людей с ограниченным возможностями.

## Строительство
- 7 марта 2019 года Градостроительно-земельной комиссией был одобрен проект планировки участка «Шелепиха» — «Строгино» длиной 9,8 км с четырьмя станциями[4].
- 12 октября 2019 года стало известно, что к ним между станциями «Шелепиха» и «Проспект Маршала Жукова» добавилась ещё одна станция — «Пресня». Данная станция уже появлялась в планах строительства линии, но была исключена, ввиду расположения в промзоне. Дополненный проект должен был быть утверждён в 2020 году[5].
- В конце 2019 года планируемая очерёдность пусковых участков была изменена: первым стал участок «Шелепиха» — «Строгино», а участок «Строгино» — «Ильинская» — вторым. Планировалось, что в первый участок длиной 9,8 км войдут 5 станций[6][7].
- 22 июня 2021 года был утверждён проект планировки первого участка Рублёво-Архангельской линии метро длиной 12,65 км с шестью станциями: «Звенигородская», «Карамышевская», «Бульвар Карбышева», «Живописная», «Строгино» и «Липовая Роща»[8].
- 10 августа 2022 года мэр Москвы Сергей Собянин утвердил название 22 строящихся станций метро, в том числе пяти станций Рублёво-Архангельской линии[9].

### В составе первого участка
Первый участок Рублёво-Архангельской линии планируется провести от камеры съездов на перегоне «Шелепиха» — «Хорошёвская» до станции «Липовая Роща». Перегон «Шелепиха» — «Хорошёвская» после ввода первого участка планируется использовать в качестве двухпутной ССВ. Длина первого участка составляет 12,65 км, в него входят 6 станций; одна из них «Серебряный Бор».

## Архитектура и оформление

### Вестибюли
- Количество вестибюлей: 1
- Тип вестибюля: наземный, с выходами к:
  - улице Паршина,
  - Живописной улице,
  - к существующей и строящейся жилой и общественной застройке,
  - к остановочным пунктам наземного пассажирского транспорта[11]

## Строительство
- 19 июня 2022 года: начаты геодезические работы (изыскания)[12][13] Мосгоргеотрестом.